# Piccione viaggiatore

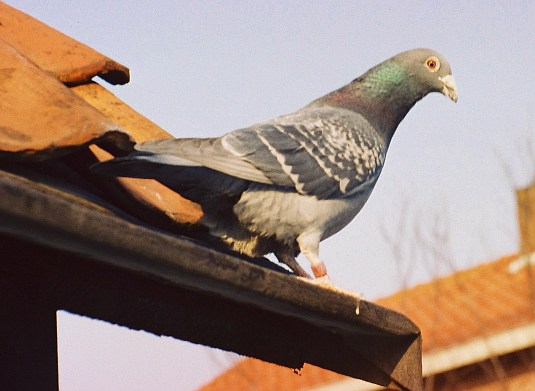
Piccione viaggiatore sul tetto di una casa

Il piccione viaggiatore è una varietà del piccione domestico (Columba livia domestica) selezionato geneticamente per la sua abilità di ritrovare la strada di casa percorrendo distanze anche lunghissime.
Il piccione viaggiatore ha un innato senso di orientamento che gli permette di tornare al proprio nido sfruttando il fenomeno della magnetoricezione.
Voli sino a 1.820 chilometri sono stati registrati in competizioni colombofile. La loro velocità media in volo su moderate distanze (600 km) è di circa 80 chilometri all'ora.
Grazie alle sue capacità di orientamento e di viaggiare lontano in passato fu utilizzato per portare messaggi da un luogo all'altro ed il termine che indicava questi messaggi è colombigramma. Il senso di orientamento e la affidabilità dei colombi è confermata da un curioso utilizzo che ne fu fatto alla fine degli anni 60 e fino ai primi anni 80, all’Ospedale Fiorentino della Santissima Annunziata. Per evitare ritardi dovuti al traffico, nella consegna di provette al laboratorio centralizzato di analisi, le stesse venivano affidate a piccioni viaggiatori addestrati allo scopo. E le provette arrivavano in perfetto orario.

## Impiego nella storia
L'uso del piccione viaggiatore fu fondamentale durante la storia ed il suo primo impiego risale ad oltre 3.000 anni fa quando già veniva adoperato da Egizi e Persiani. Nell'antichità era il principale mezzo di comunicazione ad alta priorità: per le civiltà greco-romane era il sistema adoperato per comunicare informazioni importanti come ad esempio i nomi dei vincitori dei giochi olimpici, fino ai confini dell'impero. Il suo utilizzo però non si limita soltanto a secoli fa, infatti in seguito con l'invenzione del telegrafo e più tardi anche del telefono, durante la Grande Guerra la maggior parte degli eserciti faceva affidamento sui moderni mezzi di comunicazione, ma ciò aveva degli svantaggi: i sistemi di allora potevano facilmente smettere di funzionare, essere manomessi o intercettati. Per risolvere questo problema l'esercito italiano fece un largo uso dei pennuti, tanto da creare delle vere e proprie colombaie mobili per permettere di mettere in comunicazione le truppe operanti in prima linea con i comandanti che si trovavano in aree più riparate. Le colombaie mobili si suddividevano fra autocolombaie, consistenti in speciali carri automobili attrezzati con dispositivi di una vera e propria colombaia avente la capacità da 90 a 100 colombi e colombaie rimorchio, ovvero costituite da carri a due ruote con gomme pneumatiche. Quest'ultime erano attrezzate da colombaie ed erano capaci di contenere da 100 a 120 colombi.
L'imprevedibilità di questa scelta dell'adoperare i piccioni viaggiatori in guerra fu talmente vantaggiosa che questi vennero riadoperati anche nella seconda guerra mondiale: fu una colomba chiamata “Paddy” che il 6 giugno 1944, riuscendo a beffarsi dei falchi tedeschi (usati come contromisura, per tentare di intercettarli e abbatterli) e attraversando oltre 230 miglia, portò per prima notizie agli alleati riguardo allo sbarco in Normandia. L'impresa del pennuto, compiuta in meno di cinque ore, fu talmente eclatante che alla sua morte nel 1954 fu ricordato e premiato in una cerimonia speciale. Nel 2005 fu d'ispirazione per il film d'animazione Valiant - Piccioni da combattimento.